# Ambulu (Ambulu)
Ambulu is een bestuurslaag in het regentschap Jember van de provincie Oost-Java, Indonesië. Ambulu telt 13.875 inwoners (volkstelling 2010).